# Karl Borchert (Widerstandskämpfer)
Karl Ludwig Borchert (geb. 20. Mai 1876 in Klossow; gest. am 22. November 1937 im KZ Buchenwald) war ein deutscher Maurer in Weimar und Widerstandskämpfer gegen den Nationalsozialismus.

## Leben
Karl Borchert war seit 1894 Mitglied der SPD und kam 1905 nach Weimar. Laut Weimarer Adressbuch von 1906 war seine erste Weimarer Wohnung in der Wagnergasse 3. Er war bei der Gründung der Weimarer Ortsgruppe der KPD am 1. Mai 1919, die im Gasthaus Grüne Aue stattfand zugleich deren Mitglied und Vorsitzender. Im Jahre 1925 kandidierte Borchert als Gemeinderatsmitglied. Nach 1933 setzte der den politischen Kampf zusammen mit seiner Frau in der Illegalität fort. 1933/34 wurde Borchert verhaftet und zu drei Jahren Zuchthaus verurteilt. Nach Verbüßung seiner Haftstrafe wurde Borchert 1937 in das KZ Buchenwald eingeliefert, in welchem er zehn Tage später ermordet wurde. Borchert war der erste Bürger der Stadt Weimar, der in Buchenwald umgebracht wurde.

## Familie
Karl Borcherts Sohn war Bruno Borchert. Auch war er im Widerstand aktiv und wurde noch in den letzten Kriegstagen 1945 als Angehöriger des Strafbataillon 999 ermordet.

## Biographische Quellen
Zu Karl Borchert ist im Bundesarchiv eine Aktenüberlieferung vorhanden.

## Ehrungen

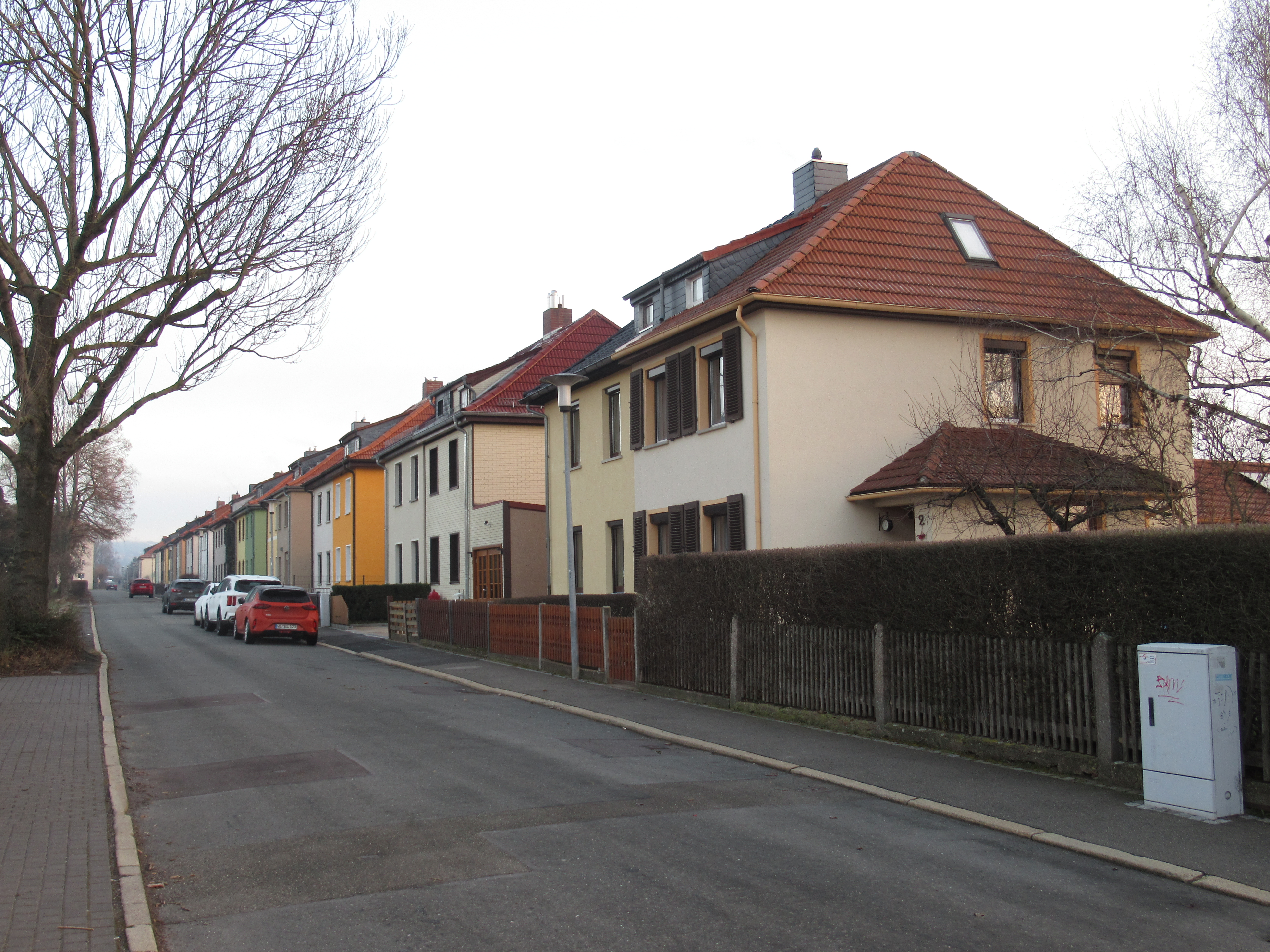
Karl-Borchert-Straße

In Weimar-Nord im Bereich des Weimar-Werkes zwischen Kromsdorfer Straße und im Weimar-Werk verläuft parallel zur Buttelstedter Straße die Karl-Borchert-Straße. Diese Straße trägt seit 1945 seinen Namen. Im Haus Karl-Borchert-Straße 2 befindet sich eine Gedenktafel, die vormals am Haus angebracht war.
Auf dem Hauptfriedhof in Weimar befindet sich sein Grabstein.